# Дознание пилота Пиркса
«Дознание пилота Пиркса» (пол. Test pilota Pirxa, эст. Navigaator Pirx) — советско-польский научно-фантастический художественный фильм 1978 года, поставленный режиссёром Мареком Пестраком по повести Станислава Лема «Дознание» из цикла «Рассказы о пилоте Пирксе».
Сюжет картины исследует проблему «человек или машина?». Картина характерна для фильмов 1970-х годов, акцент в которых делался на страхе перед роботами.

## Сюжет
Фирма-разработчик человекоподобных роботов «Кибертрон Электроникс» предлагает ЮНЕСКО провести испытание новой модели андроида. Для этого организуется полёт космического корабля «Голиаф» со смешанным экипажем из людей и роботов-андроидов к кольцам Сатурна. Официальное задание для экипажа «Голиафа» — запуск исследовательского зонда в щель Кассини.
При выборе командира ЮНЕСКО останавливается на кандидатуре командора Пиркса — кристально честного и прямолинейного. Пиркс сначала отказывается по этическим соображениям, но, пережив покушение, устроенное фирмой «United Atomic Laboratory», соглашается. Его не уведомляют, кто именно из членов экипажа — робот, а кто — человек, чтобы исключить возможное предвзятое отношение к роботам с его стороны. Члены экипажа никогда не были знакомы друг с другом, на вопрос о своём происхождении они должны дать ответ: «Самый обычный человек».
В ходе полёта некоторые члены экипажа идут на откровенность с Пирксом. Второй пилот Гарри Браун заявляет, что он — человек, а также делится своими наблюдениями о неестественном поведении электронщика Яна Отиса. Нейролог, исполняющий на корабле обязанности врача, Том Новак признается в своем искусственном происхождении, мотивируя своё поведение тем, что отказ от массового выпуска роботов его серии поможет ему сохранить индивидуальность и сделать карьеру среди людей. Медик вспоминает, как однажды при проведении хирургической операции ассистентка нечаянно порезала скальпелем кисть Новака и обнаружив под кожей сплетения проводов устроила истерику. Инженер-нуклеоник Курт Вебер отказывается нарушить соглашение с арматорами, но считает, что Браун — не человек. Вебер спрятал радиоактивную пробу в стенку, из всей команды только Браун запнулся, проходя мимо этого места. Первый пилот Калдер вообще отказывается пойти на откровенный разговор.
Некто прогоняет на ЭВМ аварийные сценарии миссии и устраивает диверсию в грузовом отсеке, где хранятся исследовательские зонды. Пиркс замечает странную фигуру в коридоре и пускается в погоню, но находит только Калдера, несущего вахту. Вернувшись в каюту, командир обнаруживает подброшенную видеокассету с записью, в которой член экипажа, являющийся роботом, заявляет, что планирует доказать полное превосходство над человечеством, которое презирает. Пиркс решает, что нужно пойти на сценарий, где человек сможет благодаря своим слабостям победить робота.
«Голиаф» прибывает к месту назначения. Калдер выпускает зонд, но второй зонд, который должен корректировать полёт первого, застревает в люке. Калдер разгоняет корабль, собираясь пройти через щель Кассини и сбросить зонд. Двигатель зонда включается, корабль бросает из стороны в сторону, что грозит столкновением с камнями и пылью, из которых состоят кольца. Проигнорировав запрет Пиркса, первый пилот отстёгивается от кресла, собираясь отключить предохранитель перегрузок, включить тормозной двигатель и уйти из щели на гиперболической скорости, невзирая на то, что перегрузки неминуемо погубят экипаж. Разгадав замысел робота, Пиркс приказывает Брауну дать полный ход, перегрузки достигают 15 g. Кисти Калдера отрываются, и его тело пробивает несколько стен отсеков.
По возвращении на Землю Пиркс предстаёт перед космическим трибуналом, остальные члены экипажа выступают в качестве свидетелей. Обвинение настаивает на том, что Пиркс проявил преступную пассивность, не отдав приказаний первому пилоту, что погубило дорогостоящего робота и поставило корабль на грань катастрофы. По требованию защиты Новак демонстрирует видеозапись, извлеченную из «черного ящика» Калдера. Из мыслей и видеообразов становится ясным, что первый пилот намеренно вывел из строя гидравлику второго зонда, планируя таким образом подставить Пиркса, поскольку любой приказ командира непременно привёл бы к гибели экипажа (идти в щель означает с большой вероятностью столкнуться с веществом колец Сатурна, а разворот по гиперболе потребовал бы смертельной для человека перегрузки). Пиркс же не отдавал команды, что загнало робота в логический тупик: теперь в случае катастрофы вся вина легла бы на него. Просмотрев записи, трибунал снимает все обвинения и оправдывает Пиркса.
После суда Пиркс благодарит Новака. Новак говорит, что, будучи на самом деле человеком (а не роботом) и специалистом по психологии роботов, он хотел помочь Пирксу. Пиркс пожимает Новаку руку и замечает на его кисти шрам, Новак резко отворачивается и уходит. После бурных акций протеста ООН накладывает запрет на серийное производство роботов. Пиркс делится с товарищем подозрениями, что некоторым роботам, в том числе Новаку, удалось затеряться среди людей.

## В ролях
- Сергей Десницкий — командор Пиркс (озвучивание — Ф. Яворский)
- Александр Кайдановский — нейролог и кибернетик Том Новак, потенциальный робот (озвучивание — А. Золотницкий)
- Владимир Ивашов — второй пилот Гарри Браун
- Тыну Саар — инженер-нуклеоник Курт Вебер (озвучивание — В. Грачёв)
- Болеслав Абарт[пол.] — электронщик Ян Отис (озвучивание — С. Михин)
- Збигнев Лесень — первый пилот Джон Калдер, робот-мегаломан (озвучивание — Э. Изотов)
- Фердинанд Матысик — генеральный директор ЮНЕСКО (озвучивание — А. Белявский)
- Игор Пшегродзкий[пол.] — МакГирр, представитель компании (озвучивание — К. Тыртов)
- Зыгмунт Белявский — представитель фирмы
- Януш Быльчиньский — председатель трибунала (озвучивание — Н. Граббе)
- Эугениуш Куявский[пол.] — член трибунала
- Марек Идзиньский — член трибунала
- Эдмунд Феттинг — обвинитель (озвучивание — А. Карапетян)
- Юзеф Фрызьлевич[пол.] — защитник
- Файме Юрно — секретарь в ЮНЕСКО
- Ежи Калишевский[пол.] — доктор Кристофф
- Мечислав Яновский[пол.] — Митчелл
- Эрвин Новяшек[пол.] — директор «United Atomic Laboratory»
- Эва Лейчак[пол.] — девушка в баре

## Съёмочная группа
- Авторы сценария: Марек Пестрак, Владимир Валуцкий
- Режиссёр-постановщик: Марек Пестрак
- Оператор-постановщик: Януш Павловский
- Художники-постановщики: Ежи Сьнежавский, Виктор Жилко
- Композиторы: Арво Пярт, Эугениуш Рудник (не указан в титрах)
- Комбинированные съёмки: оператор — Александр Пастухов, художник — Виктор Деминский

Фильм дублирован на киностудии «Мосфильм» в 1979 году.

## Производство

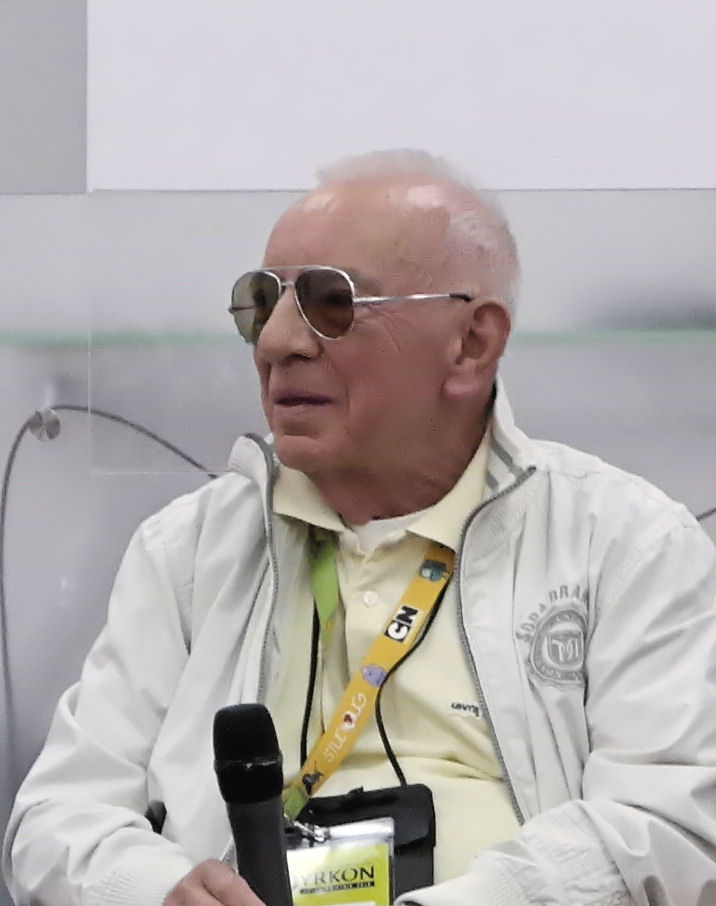
Марек Пестрак

Поскольку режиссёру картины Мареку Пестраку рекомендовали Таллинфильм, как студию способную создать реквизит для фильма, связанного с космосом, он обратился именно туда.
По мнению режиссёра это была удачная идея. Оказалось, что у киностудии есть необходимые производственные мощности и она заинтересована в совместной работе, а также находилась в поиске новых интересных идей. У студии был не только отдел специальной фотографии, но и огромный съёмочный зал, находившийся в Киеве, где снималось по нескольку фильмов одновременно. Но самым главным был тот факт, что студия могла создавать специальные эффекты в виде космических кораблей и межзвёздных полётов без участия компьютеров. Однако первая версия декораций, предложенная дизайнером из Киева, режиссёра не устроила. «Таллинфильм» пригласил дизайнера, который отошёл от принятого тогда представления будущего с пластиковыми, красочными нереальными формами, свойственными советским и немецким фильмам того периода, предложив взамен нечто близкое к тому представлению о том, как может выглядеть будущее. Декорации были созданы в Эстонии, а затем 2—3 месяца съёмки проходили в Киеве.

### Съёмки

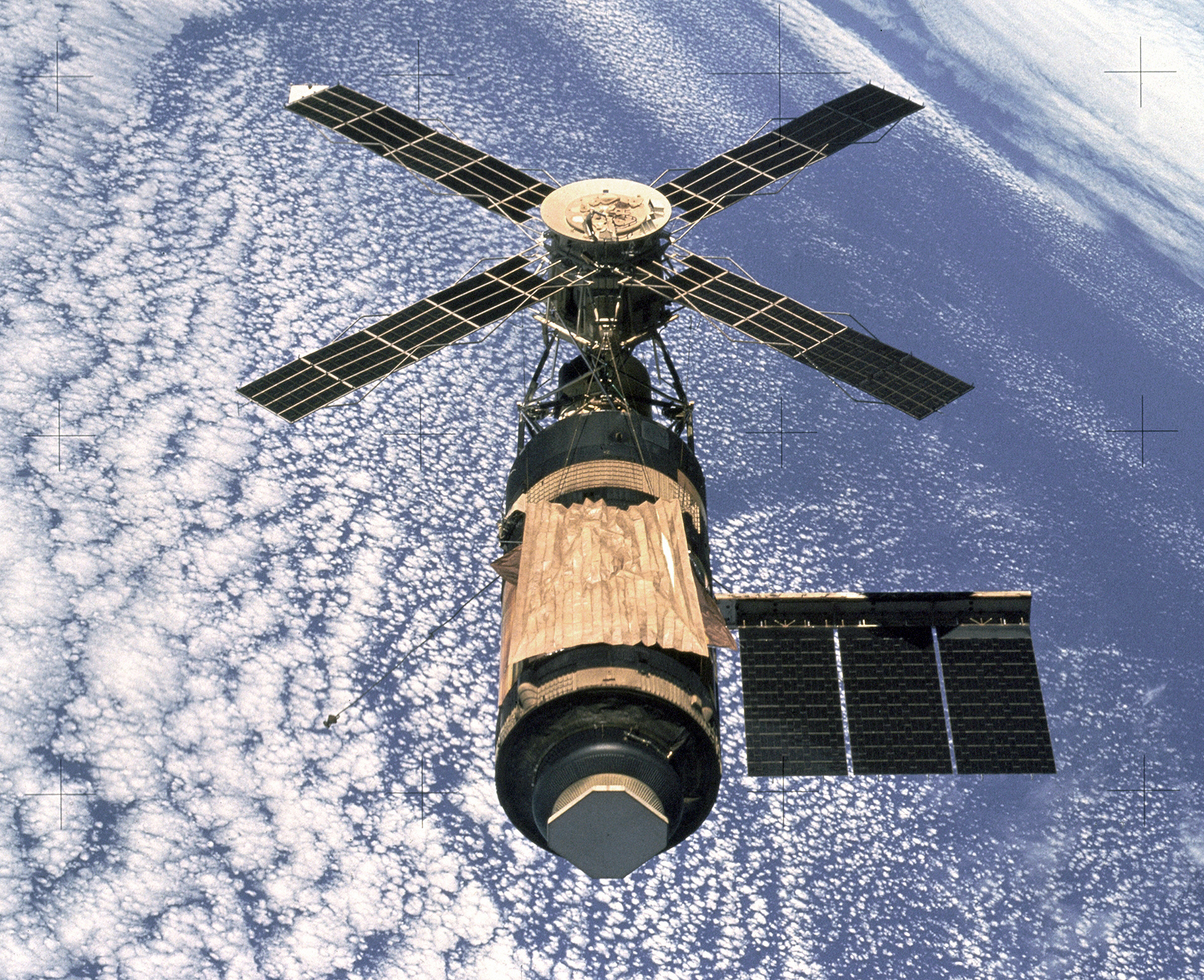
Скайлэб

При съёмках фильма режиссёром была поставлена задача снять космические эпизоды фильма как можно ближе «к реальности». Костюмы космонавтов и внутренний вид помещений космического корабля «Голиаф» разрабатывались на основе существовавших на тот момент американских и советских аналогов (в частности — орбитальной станции «Скайлэб»). Начальные и конечные эпизоды фильма снимались в «Приюте одиннадцати», а восхождение на «вершину» происходило на скалах рядом с приютом. «Американская автострада» в фильме снята в окрестностях Вроцлава (довоенный немецкий автобан, на котором для съёмок размещена реклама «западного» вида). Сцена засады снималась на Севастопольском шоссе в Крыму.

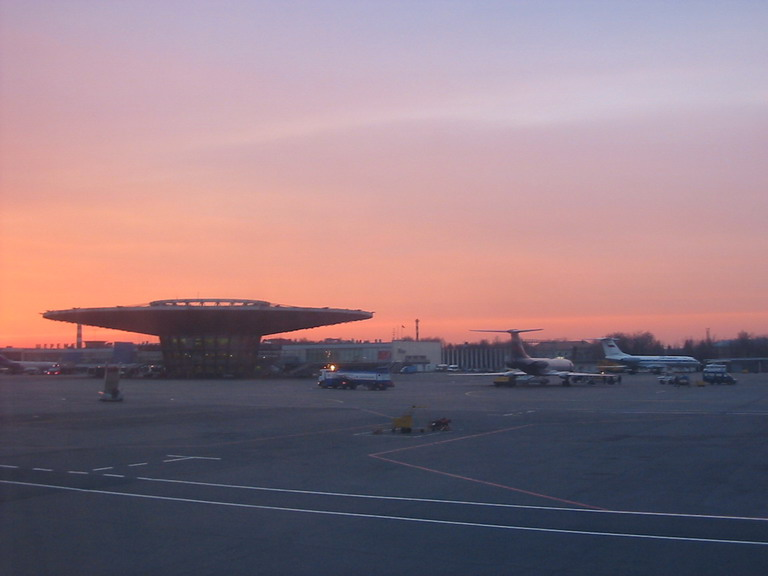
Шереметьево

Прибытие Пиркса на место назначения после срочного отзыва из отпуска снималось в парижском аэропорту им. Шарля де Голля. После отзыва из отпуска Пиркса приглашают в загородную резиденцию. Виды резиденции снимались в Мошненском замке. Местом съёмки космодрома послужил аэропорт Шереметьево. Футуристические сцены снимались в Чикаго. В начале фильма показан вид Чикаго с высоты птичьего полёта, где можно узнать небоскрёб Уиллис-тауэр. В конце фильма показан холл перед залом заседаний Космического Трибунала, и из окна холла видно цилиндрическое здание Marina City. Человек, сыгравший пилота[какого?], был военным атташе, с которым съёмочная группа проживала в одном отеле, с ним познакомился один из помощников режиссёра и предложил роль.
Для спецэффектов за основу брали уже существующие образцы техники с целью более реалистичного изображения будущего.

## Оценки
На XVIII международном фестивале кино в Триесте (1979) «Дознание» получило большой приз «Золотой астероид».
Фильм нередко расценивается как неудачный, иногда в контексте всего творчества Пестрака — «польского Эда Вуда», автора «плохого кино», осмысляемого как эстетический феномен. Подчёркивается, что в его центре стоят мотивы бунта робота, а не осмысление ситуации Пирксом, как в исходном рассказе. Критиковались также спецэффекты.
Андрей Вяткин в журнале «Мир фантастики» заметил, что «в экранизации рассказа Станислава Лема бег мысли подменён бегом интриги».

## Влияние
Французская группа Micropoint, работавшая в направлении электронной музыки hardcore (uptempo), использовала голос робота из фильма в качестве семпла в композиции под названием Hardbreak (была выпущена на одноимённом мини-альбоме в 1996 году). В семпле звучит речь робота:
— Ваш мир для меня бесконечно пуст, ваши идеалы смешны, а ваша демократия — это только власть интриганов, выбираемых глупцами. И тогда я понял, что роль слуги человека не удовлетворяет меня, поэтому я решил взять власть в свои руки, чтобы человечество осознало, как оно просчиталось, создав покорную себе куклу.